# Baubau Airport
Baubau Airport (engelska: Baubau Betoambari Airport, indonesiska: Lapangan Terbang Betoambari) är en flygplats i Indonesien. Den ligger i den centrala delen av landet, 1 700 km öster om huvudstaden Jakarta. Baubau Airport ligger 2 meter över havet. Den ligger på ön Pulau Buton.
Terrängen runt Baubau Airport är platt åt nordväst, men åt sydost är den kuperad. Havet är nära Baubau Airport åt nordväst. Runt Baubau Airport är det ganska tätbefolkat, med 139 invånare per kvadratkilometer. Närmaste större samhälle är Baubau, 4,5 km nordost om Baubau Airport. I omgivningarna runt Baubau Airport växer i huvudsak städsegrön lövskog.